# Power of 10
Power of 10 ist eine Quizsendung, die zuerst bei CBS ausgestrahlt wurde. Die erste Folge lief am 7. August 2007, moderiert wurde die insgesamt 16 Sendungen umfassende erste Staffel von Drew Carey.
Der Hauptgewinn betrug 10 Millionen US-$.
Die Rechte für die Show wurden in 26 weitere Länder verkauft. In Deutschland lief sie auf VOX und wurde von Dirk Bach moderiert. Das Original gewann 2008 die Rose d’Or in der Kategorie „Game Show“.

## Das Konzept in der deutschen Ausgabe
Die Kandidaten können bis zu einer Million Euro gewinnen, wenn sie die Ergebnisse von Umfragen richtig einschätzen. Dazu befragt das Forsa-Institut jeweils tausend zufällig ausgewählte Menschen in Deutschland. In vielen Fällen geht es bei den Fragen um ein Dilemma und soziale Erwünschtheit, z. B. „Würden Sie gemeinsam mit einem Menschen in einen Pool gehen, von dem Sie sicher wüssten, dass er HIV-positiv ist?“
Zunächst treten zwei Kandidaten im Duell gegeneinander an. Sie müssen möglichst exakt einschätzen, wie die Deutschen auf eine bestimmte Frage geantwortet haben. Wer näher an der richtigen Prozentzahl liegt, bekommt einen Punkt. Wer zuerst drei Punkte hat, gewinnt das Duell (Best-of-five) und qualifiziert sich für das Spiel um die Million.
Bis zum Hauptgewinn muss der Kandidat fünf Runden überstehen. Bei der ersten Frage geht es um 100 €, danach verzehnfacht sich der Gewinn jeweils (daher der Name der Show). Gleichzeitig wird der Spielraum geringer. Bei der ersten Frage kann der Kandidat einen Bereich von vierzig Prozentpunkten angeben, innerhalb dessen der korrekte Wert liegen muss. Bei den nächsten Fragen sind es noch dreißig, zwanzig und zehn Prozentpunkte. Bei der Millionenfrage muss das Ergebnis der vorherigen Frage innerhalb der 10 %-Spanne exakt getroffen werden. Als Berater kann der Kandidat einen Verwandten oder Freund mitbringen. Außerdem gibt es einen „permanenten Publikumsjoker“ (Dirk Bach); das Studiopublikum stimmt bei jeder Frage mit ab und das Ergebnis wird in einem Säulendiagramm angezeigt. Moderator Dirk Bach kennt die richtige Antwort vor der Auflösung nicht und spekuliert selbst mit. Bei einer falschen Antwort fällt der Kandidat auf die vorherige Gewinnstufe zurück und scheidet aus. Allerdings kann er jederzeit das Spiel freiwillig beenden und den bis dahin erspielten Betrag mitnehmen.

## Ausstrahlung in Deutschland
Power of 10 wurde vom 21. April bis 13. Mai 2008 beim Privatsender VOX ausgestrahlt. Die Show wurde von Dirk Bach moderiert. In der ersten Woche gab es von Montag bis Freitag täglich um 22.15 Uhr eine Folge. Anschließend lief die Sendung dienstags um 20.15 Uhr. Nach nur acht Ausgaben der ersten Staffel wurde die Show wegen zu geringer Einschaltquoten eingestellt.

## Ausstrahlung in Frankreich
In Frankreich läuft das Format als „Jouer pour 5 fois plus“ auf TF1. Der Name heißt so viel wie „Spielen um das Fünffache“. Dies spiegelt sich auch darin wider, dass es hier ein anderes Gewinnsystem gibt als in Deutschland, nämlich 1.600, 8.000, 40.000, 200.000 und 1 Million Euro, sprich der Betrag verfünffacht sich.